# Эриксон, Тим
Тим Эриксон (швед. Tim Erixon; 24 февраля 1991, Порт-Честер, США) — шведский хоккеист, защитник. Выступает за «Векшё Лейкерс» в Шведской хоккейной лиге.
Воспитанник хоккейной школы ХК «Шеллефтео». Выступал за «Шеллефтео», «Нью-Йорк Рейнджерс», «Коннектикут Уэйл» (АХЛ), «Коламбус Блю Джекетс», «Чикаго Блэкхокс».
В чемпионатах НХЛ сыграл 93 матча (2+12).
В составе сборной Швеции участник чемпионатов мира 2011 и 2014. В составе молодёжной сборной Швеции участник чемпионатов мира 2009, 2010 и 2011. В составе юниорской сборной Швеции участник чемпионата мира 2009.
Достижения
- Серебряный призёр чемпионата мира (2011)
- Бронзовый призёр чемпионата мира (2014)
- Серебряный призёр чемпионата мира среди молодёжных команд (2009)
- Бронзовый призёр чемпионата мира среди молодёжных команд (2010)
- Серебряный призёр чемпионата Швеции (2011).

## Ссылка
- Профиль на Eliteprospects (англ.)